# Pokabius bilabiatus
Pokabius bilabiatus är en mångfotingart som först beskrevs av Charles Thorold Wood 1867.  Pokabius bilabiatus ingår i släktet Pokabius och familjen stenkrypare.

## Underarter
Arten delas in i följande underarter:
- P. b. bilabiatus
- P. b. verdescens